# Barry Jones (boxe anglaise)
Pour les articles homonymes, voir Barry Jones et Jones.
Barry Jones est un boxeur gallois né le 3 mai 1974 à Cardiff.

## Carrière
Il s'empare du titre vacant de champion du monde des super-plumes WBO le 19 décembre 1997 après sa victoire aux points à Londres face à Wilson Palacio. Jones laisse à son tour sa ceinture vacante l'année suivante puis tente de la remporter une seconde fois contre le Brésilien Acelino Freitas le 15 janvier 2000. Il est stoppé par l'arbitre au 8e round et décide de mettre un terme à sa carrière.